# 帶斑鳚杜父魚
帶斑鳚杜父魚為輻鰭魚綱鮋形目杜父魚亞目杜父魚科的其中一種，為溫帶海水魚，分布於西北太平洋日本南部海域，體長可達12公分，棲息在沿岸淺水域，生活習性不明。

## 扩展阅读
維基物種上的相關：帶斑鳚杜父魚